# Daniel Dardha
Daniel Dardha est un joueur d'échecs belge né le 1er octobre 2005. Maître international en 2019, il a remporté le championnat de Belgique d'échecs à 13 ans en 2019. En 2021, il obtient le titre de grand maître international.
Au 1er octobre 2023, il est le numéro un belge avec un classement Elo de 2 580 points.

## Biographie et carrière
Daniel Dardha est né le 1er octobre 2005. Il devint maître international d'échecs en 2019, et en août 2021, il réalisa les normes nécessaires au titre de grand maître international.

### Champion de Belgique
Daniel Dardha remporte le championnat de Belgique d'échecs à 13 ans en 2019. Il le gagne également en 2021, 2022 et 2024.

### Tournois internationaux individuels
En octobre 2020, Dardha remporte le tournoi de grands maîtres de Chartres, et marque 7 points sur 10 au tournoi open de Sitges en Espagne en décembre 2020.
En janvier 2022, il participe au Tata Steel Chess dans le tournoi Challengers et réalise un score de 5,5/13 (3 gains, 5 nulles, 5 défaites).
Lors de la Coupe du monde d'échecs 2023, il bat le Singapourien Goh Wei Ming au premier tour puis perd face à l'Allemand Vincent Keymer au deuxième tour.
En janvier 2024, il termine deuxième au tournoi Challengers de la 86e édition du Tata Steel Chess, ratant d'un demi point une qualification pour les Masters l'année suivante.
En février 2024, Daniel Dardha (2621 Elo) participe au tournoi Masters lors du Festival d’Echecs de Djerba en Tunisie. Quatrième Elo dans le Masters, on retrouve également dans le Masters Hans Niemann (2675 Elo), Aryan Tari (2635 Elo), Jules Moussard (2630 Elo), Vassili Ivantchouk (2623 Elo), Marc’Andria Maurizzi (2597 Elo), Bilel Bellahcene (2516 Elo) et Divya Deshmukh (2427 Elo). Il termine avec 4,5 points sur 7 (2 gains 5 nulles 0 défaite) et remporte le Masters de Djerba.
Il remporte la médaille d'argent au championnat d'Europe d'échecs individuel de 2024.

### Compétitions par équipe
Daniel Dardha représente la Belgique lors de l'Olympiade d'échecs de 2018 (6 points marqués en 10 parties au quatrième échiquier).
En 2019, il marque 5/9 au deuxième échiquier de la Belgique lors du championnat d'Europe d'échecs des nations.